# Aldouane (hameau)
Pour les articles homonymes, voir Aldouane.
Aldouane est un hameau de la paroisse de Saint-Charles, situé dans le comté de Kent, à l'est du Nouveau-Brunswick (Canada).

## Situation et toponymie
Aldouane est situé au bord de la rivière Saint-Charles, anciennement Aldouane. D'ailleurs, le nom du hameau serait originaire de celui de la rivière, d'origine micmaque selon William Francis Ganong.
Aldouane porte à l'origine le nom de Saint-Charles. En 1902, le nom de la localité est échangé avec une autre ; Aldouane devient donc Saint-Charles, et Saint-Charles devient Aldouane.
Ne doit pas être confondu avec le district de services locaux d'Aldouane, ni les hameaux de Grande-Aldouane et Petit-Aldouane.

## Histoire
Le bureau de poste ouvre ses portes en 1892 mais est fermé en 1954.